# بيريز كوبو
بيريز كوبو (باليابانية: 工房) هي فرقة غناء فتيات يابانية نشطت من سنة 2004 إلى سنة 2015. تأسست من قبل مجموعة أب فرونت وهلو بروجكت. أعضاء الفرقة هم ساكي شيميزو وموموكو تسوغوناغا وميابي ناتسوياكي وتشينامي توكوناغا وماسا سودو ويورينا كوماي وريساكو سوغايا. أنتجت الفرقة 13 ألبوم.